# Sessilanthera heliantha
Sessilanthera heliantha là một loài thực vật có hoa trong họ Diên vĩ. Loài này được (Ravenna) Cruden miêu tả khoa học đầu tiên năm 1975.